# Hippeastrum blossfeldiae
Hippeastrum blossfeldiae är en amaryllisväxtart som först beskrevs av Hamilton Paul Traub och J.L.Doran, och fick sitt nu gällande namn av Van Scheepen. Hippeastrum blossfeldiae ingår i släktet amaryllisar, och familjen amaryllisväxter. Inga underarter finns listade i Catalogue of Life.